# Fussballclub Zürich 2009-2010
Questa voce raccoglie le informazioni riguardanti il Fussballclub Zürich nelle competizioni ufficiali della stagione 2009-2010.

## Stagione
Nella stagione 2009-2010 il Zurigo, allenato da Bernard Challandes e Urs Fischer, concluse il campionato di Super League al 7º posto. In Coppa Svizzera il Zurigo fu eliminato agli ottavi di finale dal Basilea. In Champions League il Zurigo fu eliminato nella fase a gironi.

## Rosa
| N. |                      | Ruolo | Calciatore         |
| -- | -------------------- | ----- | ------------------ |
| 1  | Svizzera (bandiera)  | P     | Johnny Leoni       |
| 3  | Svizzera (bandiera)  | D     | Ricardo Rodríguez  |
| 4  | Svizzera (bandiera)  | D     | Raphael Koch       |
| 5  | Svizzera (bandiera)  | C     | Xavier Margairaz   |
| 7  | Svizzera (bandiera)  | C     | Silvan Aegerter    |
| 8  | Svizzera (bandiera)  | A     | Johan Vonlanthen   |
| 9  | Svezia (bandiera)    | C     | Andrés Vásquez     |
| 10 | Nigeria (bandiera)   | C     | Onyekachi Okonkwo  |
| 11 | Svizzera (bandiera)  | C     | Adrian Nikçi       |
| 12 | Guadalupa (bandiera) | A     | Alexandre Alphonse |
| 13 | Svizzera (bandiera)  | D     | Florian Stahel     |
| 14 | Svezia (bandiera)    | C     | Dušan Đurić        |
| 16 | Svizzera (bandiera)  | D     | Philippe Koch      |
| 17 | Tunisia (bandiera)   | A     | Yassine Chikhaoui  |
| 18 | Svizzera (bandiera)  | P     | René Borkovic      |

| N. |                            | Ruolo | Calciatore         |
| -- | -------------------------- | ----- | ------------------ |
| 19 | Svizzera (bandiera)        | D     | Alain Rochat       |
| 20 | Serbia (bandiera)          | C     | Milan Gajić        |
| 21 | Rep. Dominicana (bandiera) | D     | Heinz Barmettler   |
| 23 | Svizzera (bandiera)        | D     | Ludovic Magnin     |
| 25 | Svizzera (bandiera)        | A     | Admir Mehmedi      |
| 26 | Svizzera (bandiera)        | C     | Oliver Buff        |
| 27 | Svizzera (bandiera)        | C     | Marco Schönbächler |
| 28 | Svizzera (bandiera)        | A     | Josip Drmić        |
| 29 | Francia (bandiera)         | A     | Éric Hassli        |
| 30 | Finlandia (bandiera)       | D     | Hannu Tihinen      |
| 32 | Italia (bandiera)          | P     | Andrea Guatelli    |
|    | Svizzera (bandiera)        | D     | Oumar Kondé        |
|    | Svizzera (bandiera)        | C     | Sebastian Kollar   |
|    | Svizzera (bandiera)        | A     | Ivan Audino        |

## Organigramma societario
Area tecnica
- Allenatore: Urs Fischer
- Allenatore in seconda: Erich Hänzi
- Preparatore dei portieri: Martin Brunner
- Preparatori atletici:

## Calciomercato

### Sessione estiva
| Acquisti | Acquisti          | Acquisti   | Acquisti |
| R.       | Nome              | da         | Modalità |
| -------- | ----------------- | ---------- | -------- |
| C        | Milan Gajić       | Lucerna    |          |
| D        | Raphael Koch      | Soletta    |          |
| D        | Ricardo Rodríguez | Zurigo II  |          |
| A        | Emra Tahirović    | Örebro     |          |
| A        | Johan Vonlanthen  | Salisburgo |          |

| Cessioni | Cessioni          | Cessioni   | Cessioni |
| R.       | Nome              | a          | Modalità |
| -------- | ----------------- | ---------- | -------- |
| A        | Innocent Emeghara | Winterthur |          |
| C        | Remo Staubli      | Sciaffusa  |          |

### Sessione invernale
| Acquisti | Acquisti         | Acquisti       | Acquisti |
| R.       | Nome             | da             | Modalità |
| -------- | ---------------- | -------------- | -------- |
| P        | René Borkovic    | Wohlen         |          |
| C        | Sebastian Kollar | San Gallo      |          |
| D        | Oumar Kondé      | Chengdu Blades |          |
| D        | Ludovic Magnin   | Stoccarda      |          |

| Cessioni | Cessioni         | Cessioni | Cessioni |
| R.       | Nome             | a        | Modalità |
| -------- | ---------------- | -------- | -------- |
| A        | Emra Tahirović   | MVV      |          |
| C        | Almen Abdi       | Le Mans  |          |
| C        | Martin Büchel    | Vaduz    |          |
| D        | Veli Lampi       | Aarau    |          |
| P        | Orlando Lattmann | Gossau   |          |
| C        | Tito Tarchini    | Yverdon  |          |

## Risultati

### Super League

#### Prima fase, girone di andata
| Arbitro: | Studer |

|                       |           |                                                |
| Hassli 35’ Rochat 63’ | Marcatori | 19’ Yapi Yapo 24’ Regazzoni 75’ (rig.) Doumbia |

| Arbitro: | Zimmermann |

|                                   |           |  |
| Nuzzolo 30’ Ideye 47’ (rig.), 64’ | Marcatori |  |

| Arbitro: | Graf |

|                                                       |           |                 |
| Đurić 10’ Rochat 68’ Margairaz 75’ (rig.) Vásquez 90’ | Marcatori | 77’ Lustrinelli |

| Arbitro: | Bieri |

|            |           |  |
| Hassli 67’ | Marcatori |  |

| Arbitro: | Busacca |

|            |           |                |
| Huggel 89’ | Marcatori | 87’ Vonlanthen |

| Arbitro: | Circhetta |

|                                             |           |                                                 |
| Marin 8’ Obradović 42’ Domínguez 55’ (rig.) | Marcatori | 39’ Margairaz 70’ Tihinen 88’ (rig.) Vonlanthen |

| Arbitro: | Laperrière |

|                                                  |           |  |
| Alphonse 60’ Hassli 62’ Vonlanthen 82’ Đurić 90’ | Marcatori |  |

| Arbitro: | Grossen |

|             |           |            |
| Stojkov 23’ | Marcatori | 50’ Stahel |

| Arbitro: | Zimmermann |

|                                                        |           |                            |
| Alphonse 14’ Aegerter 41’ Vonlanthen 70’ Margairaz 73’ | Marcatori | 7’, 81’ Zárate 75’ Khalifa |

#### Prima fase, girone di ritorno
| Arbitro: | Kever |

|                                     |           |  |
| Schneuwly 16’ Doumbia 48’ Degen 55’ | Marcatori |  |

| Arbitro: | Hänni |

|                |           |                     |
| Vonlanthen 58’ | Marcatori | 8’ Niasse 64’ Ideye |

| Arbitro: | Zimmermann |

|                                               |           |                                 |
| Sermeter 42’ Gashi 59’ Lustrinelli 89’ (rig.) | Marcatori | 38’ Vonlanthen 90’ Schönbächler |

| Arbitro: | Circhetta |

|              |           |                                        |
| Abegglen 34’ | Marcatori | 50’ Đurić 68’ Margairaz 79’ Vonlanthen |

| Arbitro: | Bertolini |

|                       |           |                        |
| Okonkwo 53’ Gajić 86’ | Marcatori | 61’ Huggel 63’ Stocker |

| Arbitro: | Kever |

|              |           |           |
| Alphonse 66’ | Marcatori | 1’ Chihab |

| Arbitro: | Grossen |

|              |           |  |
| Frimpong 57’ | Marcatori |  |

| Arbitro: | Graf |

|                        |           |  |
| Đurić 28’ Alphonse 53’ | Marcatori |  |

| Arbitro: | Circhetta |

|             |           |  |
| Cabanas 53’ | Marcatori |  |

#### Seconda fase, girone di andata
| Zurigo 6 febbraio 2010, ore 17:45 CET 19ª giornata | Zurigo | 0 – 0 referto | Neuchâtel Xamax | Stadio Letzigrund (7 900 spett.)\| Arbitro: \| Kever \| |
| Arbitro:                                           | Kever  |               |                 |                                                         |

| Arbitro: | Busacca |

|             |           |                  |
| Vanczák 78’ | Marcatori | 88’ (rig.) Gajić |

| Arbitro: | Circhetta |

|                                           |           |                       |
| Margairaz 19’ (rig.) Buff 52’ Mehmedi 90’ | Marcatori | 16’ Zuber 24’ Cabanas |

| Arbitro: | Studer |

|                            |           |           |
| Regazzoni 84’ Bienvenu 90’ | Marcatori | 23’ Gajić |

| Arbitro: | Circhetta |

|           |           |  |
| Đurić 42’ | Marcatori |  |

| Arbitro: | Grossen |

|             |           |                                           |
| Stojkov 10’ | Marcatori | 34’ Margairaz 47’ Alphonse 67’ Vonlanthen |

| Arbitro: | Laperrière |

|                        |           |  |
| Alphonse 36’ Đurić 63’ | Marcatori |  |

| Arbitro: | Busacca |

|                                                    |           |              |
| Streller 14’, 58’ (rig.) Chipperfield 16’ Zoua 78’ | Marcatori | 45’ Alphonse |

| Arbitro: | Wermelinger |

|             |           |  |
| Merenda 85’ | Marcatori |  |

#### Seconda fase, girone di ritorno
| Arbitro: | Studer |

|               |           |             |
| Vonlanthen 7’ | Marcatori | 27’ Merenda |

| Arbitro: | Busacca |

|               |           |                           |
| Margairaz 62’ | Marcatori | 75’ Shaqiri 77’ Almerares |

| Arbitro: | Hänni |

|          |           |                                                   |
| Hima 90’ | Marcatori | 8’ Aegerter 65’ Đurić 66’ Alphonse 82’ Vonlanthen |

| Arbitro: | Graf |

|  |           |             |
|  | Marcatori | 62’ Mustafi |

| Arbitro: | Laperrière |

|                                              |           |          |
| Renggli 4’ Ianu 13’ Yakın 36’ Chiumiento 85’ | Marcatori | 5’ Đurić |

| Arbitro: | Busacca |

|  |           |                               |
|  | Marcatori | 62’ Bienvenu 72’ Hochstrasser |

| Arbitro: | Bertolini |

|                                                  |           |  |
| Khalifa 6’ Cabanas 50’ Steuble 72’ Šabanović 86’ | Marcatori |  |

| Arbitro: | Graf |

|                             |           |  |
| Mehmedi 5’ Schönbächler 57’ | Marcatori |  |

| Arbitro: | Hänni |

|                                   |           |                                           |
| Nuzzolo 59’ Etoundi 73’ Gashi 84’ | Marcatori | 7’ Margairaz 42’ Schönbächler 61’ Mehmedi |

### Coppa Svizzera
| 19 settembre 2009, ore 15:30 CEST Primo turno | Witikon | 0 – 10 | Zurigo |  |

| 17 ottobre 2009, ore 17:45 CEST Secondo turno | Zurigo | 7 – 0 | Locarno |  |

| 20 novembre 2009, ore 20:10 CET Ottavi di finale | Basilea | 4 – 2 | Zurigo |  |

### Champions League

#### Fase di qualificazione
| Arbitro: | Braamhaar |

|                          |           |                               |
| Vonlanthen 4’ Hassli 29’ | Marcatori | 12’, 22’ Tavares 50’ Pavlovič |

| Arbitro: | Duhamel |

|  |           |                                   |
|  | Marcatori | 21’ Đurić 45’ Margairaz 76’ Nikçi |

| Arbitro: | Øvrebø |

|  |           |                                       |
|  | Marcatori | 12’ Vonlanthen 55’ Aegerter 75’ Đurić |

| Arbitro: | Hauge |

|                        |           |             |
| Vonlanthen 6’ Abdi 90’ | Marcatori | 8’ Țîgîrlaș |

#### Fase a gironi
| Arbitro: | Atkinson |

|                                   |           |                                                |
| Margairaz 63’ (rig.) Aegerter 65’ | Marcatori | 27’, 89’ Ronaldo 34’ Raúl 45’ Higuaín 90’ Guti |

| Arbitro: | Meyer |

|  |           |             |
|  | Marcatori | 10’ Tihinen |

| Arbitro: | Skomina |

|  |           |            |
|  | Marcatori | 69’ Heinze |

| Arbitro: | Thomson |

|                                                                           |           |              |
| Aegerter 3’ (aut.) M'Bia 11’ Niang 51’ Hilton 80’ Cheyrou 87’ Brandão 90’ | Marcatori | 31’ Alphonse |

| Arbitro: | Hamer |

|             |           |  |
| Higuaín 21’ | Marcatori |  |

| Arbitro: | Proença |

|           |           |                       |
| Gajić 29’ | Marcatori | 64’ (rig.) Ronaldinho |

## Statistiche

### Statistiche di squadra
| Competizione     | Punti | In casa | In casa | In casa | In casa | In casa | In casa | In trasferta | In trasferta | In trasferta | In trasferta | In trasferta | In trasferta | Totale | Totale | Totale | Totale | Totale | Totale | DR  |
| Competizione     | Punti | G       | V       | N       | P       | Gf      | Gs      | G            | V            | N            | P            | Gf           | Gs           | G      | V      | N      | P      | Gf     | Gs     | DR  |
| ---------------- | ----- | ------- | ------- | ------- | ------- | ------- | ------- | ------------ | ------------ | ------------ | ------------ | ------------ | ------------ | ------ | ------ | ------ | ------ | ------ | ------ | --- |
| Super League     | 45    | 18      | 9       | 4       | 5       | 31      | 20      | 18           | 3            | 5            | 10           | 24           | 38           | 36     | 12     | 9      | 15     | 55     | 58     | -3  |
| Coppa Svizzera   | -     | 1       | 1       | 0       | 0       | 7       | 0       | 2            | 1            | 0            | 1            | 12           | 4            | 3      | 2      | 0      | 1      | 19     | 4      | +15 |
| Champions League | -     | 5       | 1       | 1       | 3       | 7       | 11      | 5            | 3            | 0            | 2            | 8            | 7            | 10     | 4      | 1      | 5      | 15     | 18     | -3  |
| Totale           | 45    | 24      | 11      | 5       | 8       | 45      | 31      | 25           | 7            | 5            | 13           | 44           | 49           | 49     | 18     | 10     | 21     | 89     | 80     | +9  |

### Andamento in campionato
| Giornata  | 1 | 2  | 3 | 4 | 5 | 6 | 7 | 8 | 9 | 10 | 11 | 12 | 13 | 14 | 15 | 16 | 17 | 18 | 19 | 20 | 21 | 22 | 23 | 24 | 25 | 26 | 27 | 28 | 29 | 30 | 31 | 32 | 33 | 34 | 35 | 36 |
| --------- | - | -- | - | - | - | - | - | - | - | -- | -- | -- | -- | -- | -- | -- | -- | -- | -- | -- | -- | -- | -- | -- | -- | -- | -- | -- | -- | -- | -- | -- | -- | -- | -- | -- |
| Luogo     | C | T  | C | C | T | T | C | T | C | T  | C  | T  | T  | C  | C  | T  | C  | T  | C  | T  | C  | T  | C  | T  | C  | T  | T  | C  | C  | T  | C  | T  | C  | T  | C  | T  |
| Risultato | P | P  | V | V | N | N | V | N | V | P  | P  | P  | V  | N  | N  | P  | V  | P  | N  | N  | V  | P  | V  | V  | V  | P  | P  | N  | P  | V  | P  | P  | P  | P  | V  | N  |
| Posizione | 7 | 10 | 7 | 5 | 6 | 6 | 3 | 4 | 4 | 4  | 5  | 5  | 5  | 5  | 5  | 8  | 6  | 7  | 8  | 8  | 7  | 7  | 7  | 5  | 5  | 5  | 7  | 6  | 7  | 7  | 7  | 7  | 7  | 7  | 7  | 7  |

Legenda:

Luogo: C = Casa; T = Trasferta. Risultato: V = Vittoria; N = Pareggio; P = Sconfitta.

### Statistiche dei giocatori
| Giocatore       | Super League | Super League | Super League | Super League | Champions League | Champions League | Champions League | Champions League | Totale   | Totale | Totale      | Totale     |
| Giocatore       | Presenze     | Reti         | Ammonizioni  | Espulsioni   | Presenze         | Reti             | Ammonizioni      | Espulsioni       | Presenze | Reti   | Ammonizioni | Espulsioni |
| --------------- | ------------ | ------------ | ------------ | ------------ | ---------------- | ---------------- | ---------------- | ---------------- | -------- | ------ | ----------- | ---------- |
| A. Abdi         | 8            | 0            | 1            | 0            | 4                | 1                | 0                | 0                | 12       | 1      | 1           | 0          |
| S. Aegerter     | 19           | 2            | 5            | 0            | 10               | 2                | 2                | 0                | 29       | 4      | 7           | 0          |
| A. Alphonse     | 27           | 8            | 7            | 0            | 9                | 1                | 0                | 0                | 36       | 9      | 7           | 0          |
| I. Audino       | 1            | 0            | 0            | 0            | 0                | 0                | 0                | 0                | 1        | 0      | 0           | 0          |
| H. Barmettler   | 18           | 0            | 5            | 0            | 3                | 0                | 2                | 0                | 21       | 0      | 7           | 0          |
| R. Borkovic     | 0            | 0            | 0            | 0            | 0                | 0                | 0                | 0                | 0        | 0      | 0           | 0          |
| O. Buff         | 6            | 1            | 2            | 0            | 0                | 0                | 0                | 0                | 6        | 1      | 2           | 0          |
| M. Büchel       | 2            | 0            | 0            | 0            | 0                | 0                | 0                | 0                | 2        | 0      | 0           | 0          |
| Y. Chikhaoui    | 8            | 0            | 1            | 0            | 0                | 0                | 0                | 0                | 8        | 0      | 1           | 0          |
| J. Drmić        | 4            | 0            | 0            | 0            | 0                | 0                | 0                | 0                | 4        | 0      | 0           | 0          |
| M. Gajić        | 31           | 3            | 4            | 0            | 9                | 1                | 2                | 0                | 40       | 4      | 6           | 0          |
| A. Guatelli     | 5            | 0            | 1            | 0            | 1                | 0                | 0                | 0                | 6        | 0      | 1           | 0          |
| E. Hassli       | 13           | 3            | 3            | 0            | 5                | 1                | 0                | 0                | 18       | 4      | 3           | 0          |
| P. Koch         | 22           | 0            | 0            | 0            | 8                | 0                | 0                | 0                | 30       | 0      | 0           | 0          |
| R. Koch         | 4            | 0            | 0            | 0            | 0                | 0                | 0                | 0                | 4        | 0      | 0           | 0          |
| S. Kollar       | 0            | 0            | 0            | 0            | 0                | 0                | 0                | 0                | 0        | 0      | 0           | 0          |
| O. Kondé        | 0            | 0            | 0            | 0            | 0                | 0                | 0                | 0                | 0        | 0      | 0           | 0          |
| V. Lampi        | 12           | 0            | 1            | 0            | 4                | 0                | 0                | 0                | 16       | 0      | 1           | 0          |
| O. Lattmann     | 0            | 0            | 0            | 0            | 0                | 0                | 0                | 0                | 0        | 0      | 0           | 0          |
| J. Leoni        | 31           | 0            | 1            | 0            | 9                | 0                | 1                | 0                | 40       | 0      | 2           | 0          |
| L. Magnin       | 15           | 0            | 5            | 0            | 0                | 0                | 0                | 0                | 15       | 0      | 5           | 0          |
| X. Margairaz    | 31           | 8            | 11           | 0            | 10               | 2                | 2                | 0                | 41       | 10     | 13          | 0          |
| A. Mehmedi      | 22           | 3            | 1            | 0            | 2                | 0                | 0                | 0                | 24       | 3      | 1           | 0          |
| A. Nikçi        | 21           | 0            | 2            | 0            | 7                | 1                | 0                | 0                | 28       | 1      | 2           | 0          |
| O. Okonkwo      | 29           | 1            | 7            | 0            | 9                | 0                | 3                | 0                | 38       | 1      | 10          | 0          |
| A. Rochat       | 32           | 2            | 5            | 1            | 10               | 0                | 0                | 1                | 42       | 2      | 5           | 2          |
| R. Rodríguez    | 6            | 0            | 0            | 0            | 0                | 0                | 0                | 0                | 6        | 0      | 0           | 0          |
| M. Schönbächler | 21           | 3            | 0            | 0            | 1                | 0                | 0                | 0                | 22       | 3      | 0           | 0          |
| F. Stahel       | 23           | 1            | 4            | 0            | 8                | 0                | 3                | 0                | 31       | 1      | 7           | 0          |
| D. Stucki       | 0            | 0            | 0            | 0            | 0                | 0                | 0                | 0                | 0        | 0      | 0           | 0          |
| E. Tahirović    | 0            | 0            | 0            | 0            | 0                | 0                | 0                | 0                | 0        | 0      | 0           | 0          |
| T. Tarchini     | 0            | 0            | 0            | 0            | 0                | 0                | 0                | 0                | 0        | 0      | 0           | 0          |
| H. Tihinen      | 27           | 1            | 5            | 0            | 10               | 1                | 1                | 0                | 37       | 2      | 6           | 0          |
| J. Vonlanthen   | 27           | 10           | 4            | 0            | 10               | 3                | 0                | 0                | 37       | 13     | 4           | 0          |
| A. Vásquez      | 3            | 1            | 0            | 0            | 0                | 0                | 0                | 0                | 3        | 1      | 0           | 0          |
| D. Đurić        | 30           | 8            | 4            | 0            | 10               | 2                | 1                | 0                | 40       | 10     | 5           | 0          |